# Borotsi
Borotsi – wieś w Botswanie w dystrykcie Central. Według spisu ludności z 2011 roku wieś liczyła 2443 mieszkańców.